# Gao Cen
Gao Cen ou Kao Ts'en, surnom:Weishang, nom de pinceau: Shanchang, originaire de Hangzhou, province du Zhejiang. XVIIe siècle, actif de 1643 à 1679, est un peintre et dessinateur Chinois de paysages et de fleurs.

## Les Huit Maîtres deJinling
Au début de la dynastie des Qing, se constitue un groupe d'artistes, appelés les Huit Maîtres de Jinling (actuelle Nanjing). Capitale nationale au début des Ming et centre politique, culturel et économique du Sud-Est de la Chine, Junling est la ville la plus importante après Beijing. À la fondation des Qing, de nombreux loyalistes se rassemblent. Les Huit Maîtres de Janling: Gong Xian, Fan Qi, Zou Zhe, Wu Hong, Hu Zao, Gao Cen, Ye Xin et Xie Sun, gardent pour la plupart leur loyauté aux Ming et expriment leurs sentiments dans leurs œuvres.

## Biographie
Gao Cen réside, pour la partie connue de sa vie, à Nankin où il est considéré comme faisant partie des «Huit Maîtres de Nanjing». Peintre mais aussi poète. Il est habile à peindre les fleurs et les paysages. Nombre de ses paysages, comme Vision fugitive de la ville de pierre, représentent les alentours de Jinjing.
On ne trouve pas chez lui la méthode d'accumulation d'encre de Gong Xian; il emploie plutôt les méthodes linéaires traditionnelles. Il est doué pour le dessin des contours  et use magnifiquement du travail au pinceau sec pour l'ombrage. On possède aussi de lui des feuilles d'album pleines d'aisance et d'enjouement.  Mais, à la différence de Gong, la plupart de ses œuvres sont réalisées en couleur sur soie.

## Musées
- Beijing (Musée du palais impérial):
  - Vision fugitive de la ville de pierre, section d'un rouleau portatif, encre et couleur sur soie, 36,3x701,8cm.
- Berlin:
  - Peintures de paysages, datés 1672, encre et couleurs sur papier, douze feuilles d'album d'après les maîtres song et Yuan, inscription du peintre sur la dernière feuille.